# Trận Corupedium
Trận Corupedium (còn được gọi là Corupedion hoặc Curupedion) là tên của trận chiến cuối cùng giữa các Diadochi, những người thừa kế của Alexander Đại đế. Nó đã xảy ra vào năm 281 TCN, giữa quân đội của Lysimachus và Seleukos I Nicator. Lysimachos đã thống trị Thrace nhiều thập kỉ qua cùng với phần phía tây của Thổ Nhĩ Kỳ từ sau trận Ipsus. Và gần đây nhất, ông ta cũng đã kiểm soát được toàn bộ Macedon. Seleukos cai trị Đế chế Seleukos bao gồm  những vùng đất ngày nay là miền đông Thổ Nhĩ Kỳ, Syria, Liban, Israel, Iraq và Iran. Hầu như không có bất kì điều gì ghi lại trận đánh, ngoài việc hai vị vua già đã bắt tay nhau trước khi giao chiến và Seleukos đã chiến thắng trận đánh này. Lysimachos chết trong khi giao chiến. Theo tác phẩm Lịch sử của Heraclea Pontica do Memnon ở Heraclea biên soạn thì Lysimachos bị giết bởi một ngọn lao của Malacon, một người lính Heracleia phục vụ dưới quyền Seleukos.
Chiến thắng này đã giúp cho Seleukos kiểm soát được phần lớn đế chế của Alexandros, chỉ còn lại triều đại của Ptolemaios ở Ai Cập, tuy nhiên chiến thắng này của ông không kéo dài được lâu. Seleukos đã bị ám sát bởi Ptolemaios Keraunos không lâu sau trận chiến và Macedonia lại một lần nữa độc lập.